# Franz Glockner
Franz Glockner (* 10. Oktober 1898 in Weiden am See, Burgenland; † 9. April 1947 in Wien) war Kammersekretär und österreichischer Politiker der Sozialistischen Partei Österreichs (SPÖ).

## Politische Mandate
- 19. Dezember 1945 bis 19. Juli 1946: Mitglied des Bundesrates (V. Gesetzgebungsperiode), SPÖ